# المرصد الشمسي المداري
المرصد الشَّمسي المداري (بالإنجليزية: Orbiting Solar Observatory، تُختصر إلى OSO) كان واحدًا من ضمن ثمانِ برامج علميَّة أعدَّتها ناسا في الأقمار الاصطناعيَّة كان الهدف الأوَّل منها دراسة الشَّمس ومع ذلك فإنَّها شملت تجارب دراسيَّة لكواكب أُخرى غير الشَّمس. أُطلقت ناسا ثمانيَةُ أقمار أصطناعيَّة ناجحة بين الأعوام 1962 و1975 عن طريق صاروخ دلتا. كان الهدف من هذه المُهمَّة هي مراقبة 11 سنَة من دوران الشَّمس في الأشعَّة الفوق بنفسجيَّة ومطياف الأشعَّة السينيَّة.